# چت بیکر می‌خواند
«چت بیکر می‌خوانَد» (به انگلیسی: Chet Baker Sings) نخستین آلبوم باکلام از چت بیکر موسیقیدان جاز اهل ایالات متحده آمریکا است که سال ۱۹۵۴ میلادی منتشر شد. آلبوم در سال ۲۰۰۱ جایزه تالار مشاهیر گرمی را از آن خود کرد.